# Фоксом (город, Миннесота)
Фоксом (англ. Foxhome) — город в округе Уилкин, штат Миннесота, США. На площади 1 км² (1 км² — суша, водоёмов нет), согласно переписи 2002 года, проживают 143 человека. Плотность населения составляет 145,2 чел./км².
- Телефонный код города — 218
- Почтовый индекс — 56543
- FIPS-код города — 27-22202[1]
- GNIS-идентификатор — 0643869[2]